# Andreas Ihle
Andreas Ihle (Bad Dürrenberg, 2 juni 1979) is een Duits kanovaarder.
Ihle won samen met Martin Hollstein twee olympische medailles, in 2008 de gouden medaille in de K-2 1000 meter en vier jaar later de bronzen medaille.

## Belangrijkste resultaten

### Olympische Zomerspelen
| Editie | Plaats | Resultaten |
| ------ | ------ | ---------- |
| 2008   | Peking | K-2 1000 m |
| 2012   | Londen | K-2 1000 m |

### Wereldkampioenschappen vlakwater
| Jaar | Plaats      | Resultaten |
| ---- | ----------- | ---------- |
| 2001 | Poznań      | K-4 1000 m |
| 2002 | Sevilla     | K-4 1000 m |
| 2003 | Gainesville | K-2 1000 m |
| 2005 | Zagreb      | K-2 1000 m |
| 2006 | Szeged      | K-2 1000 m |
| 2010 | Poznań      | K-2 1000 m |

1936: Alfons Dorfner & Adolf Kainz ·
1948: Hans Berglund & Lennart Klingström ·
1952: Yrjö Hietanen & Kurt Wires ·
1956: Meinrad Miltenberger & Michel Scheuer ·
1960: Gert Fredriksson & Sven-Olov Sjödelius ·
1964: Sven-Olov Sjödelius & Gunnar Utterberg ·
1968: Vladimir Morozov & Aleksandr Sjaparenko ·
1972: Nikolai Gorbatsjov & Viktor Kratasjoek ·
1976: Sergej Nagorny & Vladimir Romanovski ·
1980: Vladimir Parfenovitsj & Sergej Tsjoechrai ·
1984: Hugh Fisher & Alwyn Morris ·
1988: Greg Barton & Norman Bellingham ·
1992: Kay Bluhm & Torsten Gutsche ·
1996: Antonio Rossi & Daniele Scarpa ·
2000: Beniamino Bonomi & Antonio Rossi ·
2004: Henrik Nilsson & Markus Oscarsson ·
2008: Martin Hollstein & Andreas Ihle ·
2012: Rudolf Dombi & Roland Kökény ·
2016: Marcus Groß & Max Rendschmidt ·
2020: Thomas Green & Jean van der Westhuyzen